# ان‌جی‌سی ۳۵۹
ان‌جی‌سی ۳۵۹ (انگلیسی: NGC 359) نام یک کهکشان در صورت فلکی نهنگ است.